# 虎鹿镇
虎鹿镇，是中华人民共和国浙江省金华市东阳市下辖的一个镇。区域面积124.61平方千米。

## 辖区
虎鹿镇现下辖：燕山村、东山村、尚周村、仙芝陵村、蔡宅村、厦程里村、虎峰村、孙宅村、葛宅村、合力村、白峰村、溪口村、新周村、三星村、西垣村、白溪村、潦溪村和夏岩村。

## 沿革
虎鹿镇以境内的虎峰山与白鹿峰东西对峙而得名，它位于东阳市东北部。清朝称厦程里市，民国二十一年（1932年），置厦程里镇。中华人民共和国成立后，建政为虎鹿、蔡宅乡。1956年，合并为虎鹿乡。1961年，称虎鹿公社。1983年复虎鹿乡。1987年12月，撤乡设镇建制。

## 地理
虎鹿镇属于半山区，境内东西两侧多山。中部白溪江自北而南贯穿全镇，两岸平原垄畈，土壤肥沃。属亚热带湿润季风气候，年平均气温17℃左右，平均日照2000小时以上，无霜期215天。1976年建成的东方红水库东西两条干渠和横锦水库北干渠，贯穿虎鹿镇南部。

## 农业
虎鹿镇农业有一定的基础，主产稻谷、玉米、大豆和大、小麦。1970年代初，试种和繁殖杂交玉米新品种成功，被列为浙江省的杂交玉米育种繁殖基地。1988年，浙江省农业厅组织省种植一站、东阳市农业局推广中心和虎鹿镇政府、农科站，进行杂交玉米丹玉13高产示范片。当地东白山地区有连片茶园，盛产东白春芽（东白山云雾茶），为人民大会堂指定用茶。

## 图库

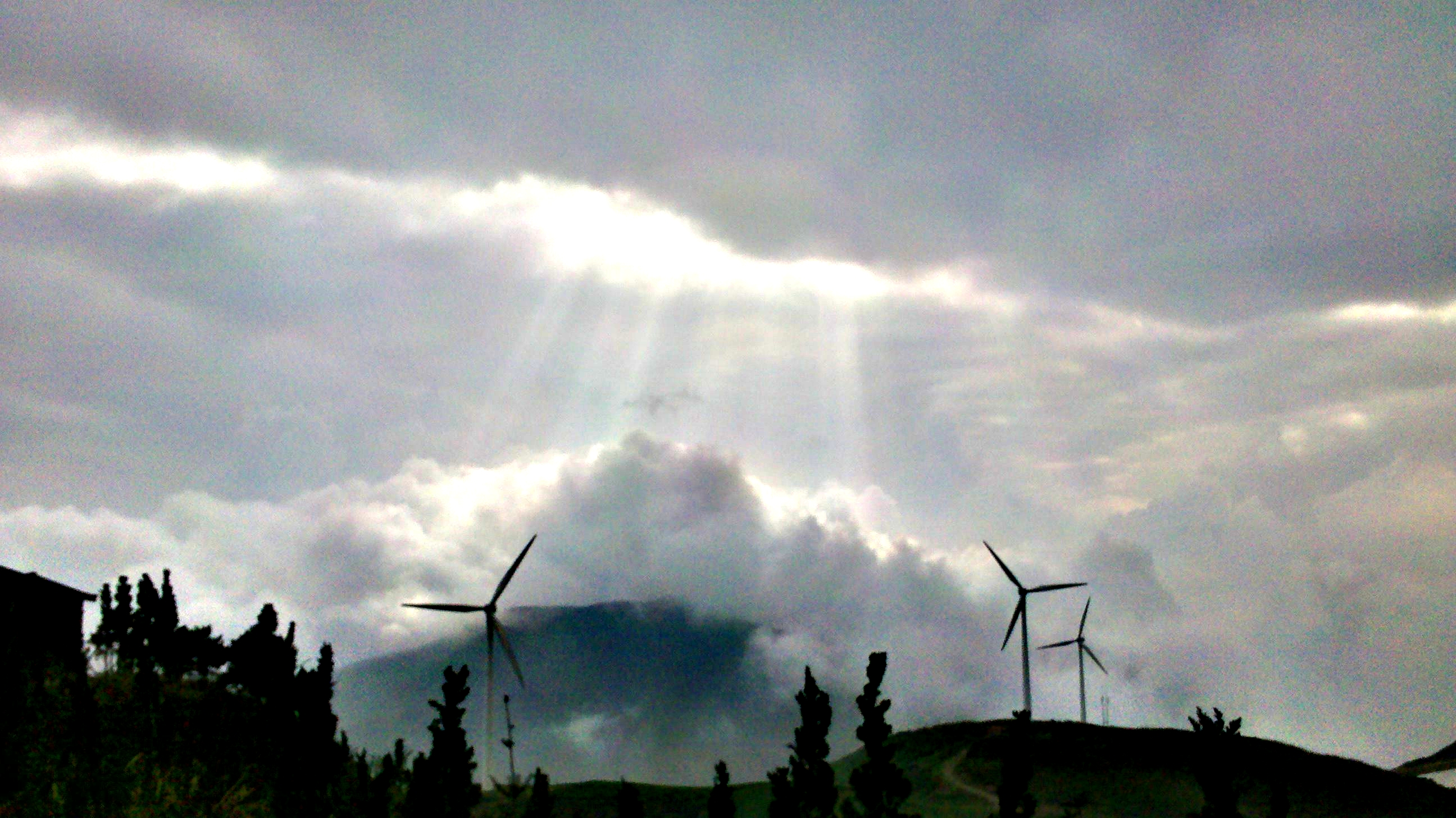
东白山
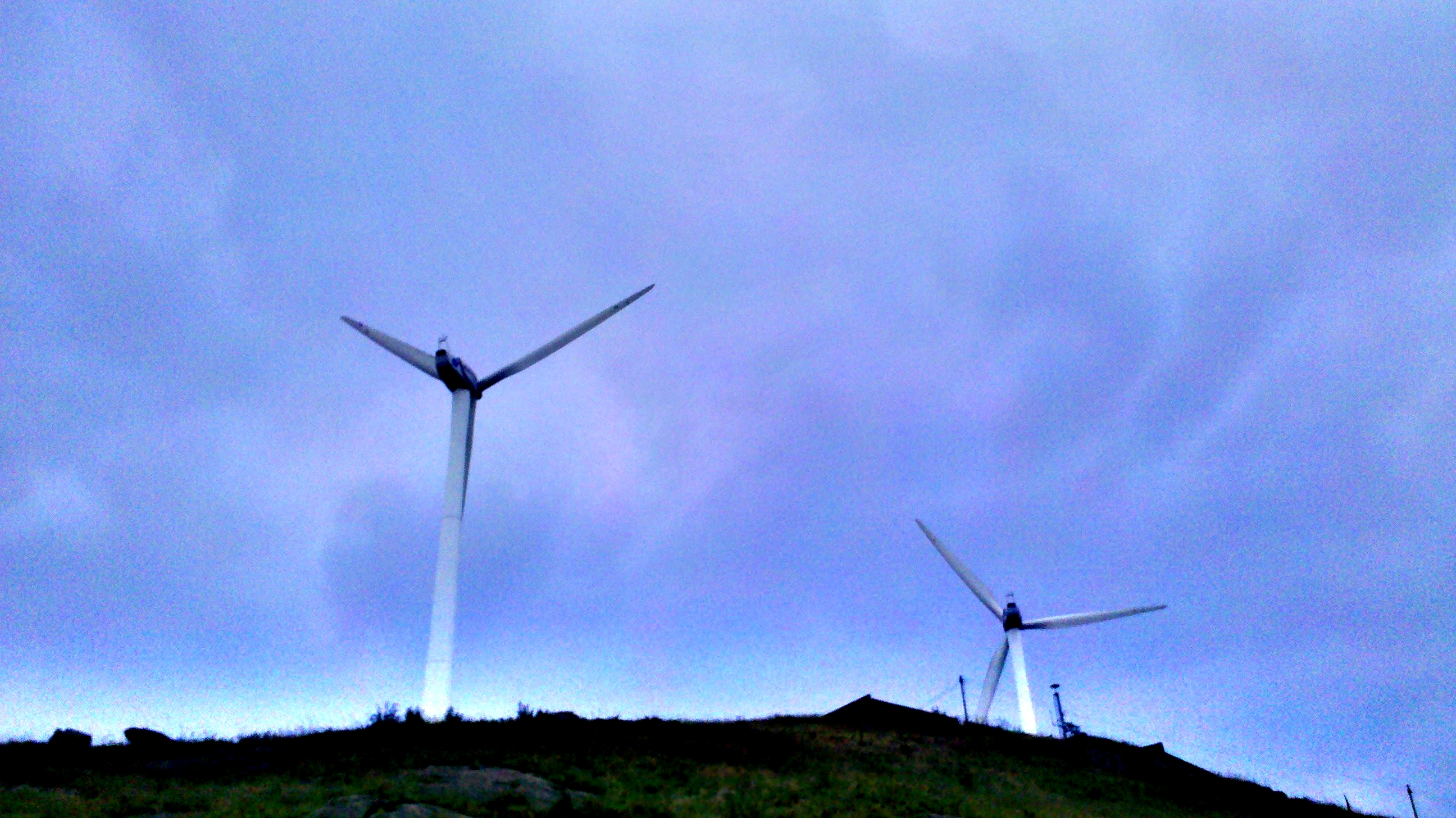
东白山的风车